# Jaroslav Melichar (politik)
Jaroslav Melichar (* 12. února 1938) je bývalý český politik, v 90. letech 20. století a počátkem 21. století poslanec České národní rady a Poslanecké sněmovny za ODS.

## Biografie
Ve volbách v roce 1992 byl zvolen do České národní rady za ODS (volební obvod Severočeský kraj). Zasedal ve výboru pro veřejnou správu, regionální rozvoj a životní prostředí.
Od vzniku samostatné České republiky v lednu 1993 byla ČNR transformována na Poslaneckou sněmovnu Parlamentu České republiky. Mandát obhájil v sněmovních volbách v roce 1996 a sněmovních volbách v roce 1998. V letech 1996–2002 byl členem výboru pro obranu a bezpečnost. Pocházel z Ústí nad Labem.